# Angelina Romanowna Golikowa
Angelina Romanowna Golikowa (russisch Ангелина Романовна Голикова; * 17. September 1991 in Moskau) ist eine russische Eisschnellläuferin.

## Werdegang
Golikowa startete im Januar 2009 in Kolomna erstmals im Eisschnelllauf-Weltcup und belegte dabei in der B-Gruppe den sechsten Platz über 1000 m. Bei der Sprint-WM 2014 in Nagano errang sie den 19. Platz und bei der Sprint-WM 2015 in Astana den 17. Platz. Im Februar 2014 lief sie bei den Olympischen Winterspielen in Sotschi auf den 18. Platz im 2 × 500 m-Lauf. Im Dezember 2016 erreichte sie in Heerenveen mit dem zweiten Platz im Teamsprint ihre erste Podestplatzierung im Weltcup. Bei den Einzelstreckenweltmeisterschaften 2017 in Gangwon kam sie auf den 21. Platz über 500 m. Zu Beginn der Saison 2017/18 errang sie in Heerenveen den dritten Platz über 500 m und in Stavanger den zweiten Platz über 500 m. Außerdem holte sie im Teamsprint in Heerenveen und Stavanger ihre ersten Weltcupsiege. Im Januar 2018 gewann sie bei den Europameisterschaften in Kolomna die Silbermedaille über 500 m und die Goldmedaille im Teamsprint und lief beim Weltcup in Erfurt auf den dritten Platz über 500 m. Beim Saisonhöhepunkt, den Olympischen Winterspielen 2018 in Pyeongchang, belegte sie den 22. Platz über 1000 m und den siebten Rang über 500 m. Im März 2018 wurde sie bei der Sprint-WM in Changchun Sechste und in Moskau russische Meisterin im Sprint-Mehrkampf. Beim Weltcupfinale in Minsk errang er den dritten Platz im ersten Lauf über 500 m und siegte tagsdarauf im Teamsprint und über 500 m. Die Saison beendete sie auf dem dritten Platz im Weltcup über 500 m.
Zu Beginn der Saison 2018/19 holte Golikowa im Teamsprint in Obihiro ihren fünften Weltcupsieg. Im weiteren Saisonverlauf kam sie über 500 m zweimal auf den dritten Platz und jeweils einmal auf den zweiten Rang über 500 m und im Teamsprint. Sie belegte damit den vierten Platz im Gesamtweltcup über 500 m. Bei den Eisschnelllauf-Weltmeisterschaften 2019 in Inzell holte sie die Bronzemedaille im Teamsprint. Zudem wurde sie dort Vierte über 500 m. Ende Februar 2019 errang sie bei der Sprintweltmeisterschaft in Heerenveen den achten Platz.

## Weltcupsiege

### Weltcupsiege im Einzel
| Nr. | Datum             | Ort        | Disziplin |
| --- | ----------------- | ---------- | --------- |
| 1.  | 18. März 2018     | Minsk      | 500 m     |
| 2.  | 7. Dezember 2019  | Nur-Sultan | 500 m     |
| 3.  | 15. Dezember 2019 | Nagano     | 500 m     |
| 4.  | 8. März 2020      | Heerenveen | 500 m     |
| 5.  | 11. Dezember 2021 | Calgary    | 500 m     |

### Weltcupsiege im Team
| Nr. | Datum             | Ort                 | Disziplin    |
| --- | ----------------- | ------------------- | ------------ |
| 1.  | 12. November 2017 | Heerenveen          | Teamsprint 1 |
| 2.  | 1. Dezember 2017  | Calgary             | Teamsprint 1 |
| 3.  | 18. März 2018     | Minsk               | Teamsprint 1 |
| 4.  | 18. November 2018 | Obihiro             | Teamsprint 2 |
| 5.  | 22. November 2019 | Tomaszów Mazowiecki | Teamsprint 3 |

## Teilnahmen an Weltmeisterschaften und Olympischen Winterspielen

### Olympische Spiele
- 2014 Sotschi: 18. Platz 2 × 500 m
- 2018 Pyeongchang: 7. Platz 500 m, 22. Platz 1000 m
- 2022 Peking: 3. Platz 500 m, 4. Platz 1000 m

### Einzelstrecken-Weltmeisterschaften
- 2017 Gangwon: 21. Platz 500 m
- 2019 Inzell: 3. Platz Teamsprint, 4. Platz 500 m
- 2020 Salt Lake City: 2. Platz Teamsprint, 2. Platz 500 m
- 2021 Heerenveen: 1. Platz 500 m, 6. Platz 1000 m

### Sprint-Weltmeisterschaften
- 2014 Nagano: 19. Platz Sprint-Mehrkampf
- 2015 Astana: 17. Platz Sprint-Mehrkampf
- 2018 Changchun: 6. Platz Sprint-Mehrkampf
- 2019 Heerenveen: 8. Platz Sprint-Mehrkampf
- 2020 Hamar: 4. Platz Sprint-Mehrkampf

## Persönliche Bestzeiten
- 500 m: 36,66 s (aufgestellt am 11. Dezember 2021 in Calgary)
- 1000 m: 1:12,77 min (aufgestellt am 4. Dezember 2021 in Salt Lake City)
- 1500 m: 2:01,46 min (aufgestellt am 12. Dezember 2009 in Salt Lake City)
- 3000 m: 4:22,87 min (aufgestellt am 8. November 2009 in Kolomna)